# Bellaire (Ohio)
Bellaire è un comune degli Stati Uniti d'America, situato nello Stato dell'Ohio, nella Contea di Belmont. La città è attraversata dal fiume Ohio.

## Bellaire nel cinema
- Il ponte di Bellaire, demolito nel 2010, appare nel film Il silenzio degli innocenti (1991)
- A Bellaire sono state girate alcune scene del film Unstoppable - Fuori controllo (2010)